# Луговой (приток на Тарин-Юрях)
Вижте пояснителната страница за други значения на Луговой.
Луговой е малка река в Оймяконски улус, Якутия, Русия. Дължината ѝ е 32 км. Тя е прав приток на река Тарин-Юрях. Извира от южния склон на горския масив Тас-Кистабит.
Водосборният басейн на реката граничи с реките Болоной-Бютейдах, Усун, Баягап и други.

## Топографски карти
- Лист от карта P-55-VII,VIII. Мащаб: 1 : 200 000. Указать дату выпуска/состояния местности.